# Lionello d'Este
Lionello d'Este, ook wel gespeld Leonello (1407 — 1450) was markgraaf van Ferrara vanaf 1441 tot zijn dood in 1450.
Lionello was een van de drie onwettige zonen van Niccolò d'Este III en Stella de' Tolomei. Hij ontving een militaire opleiding van de condottiero Braccio da Montone, en een filologische bij de humanist Guarino da Verona.
In 1435 trouwde Lionello met Margherita Gonzaga, dochter van Francesco I Gonzaga. Hun zoon Niccolò werd in 1438 geboren, en stierf in 1476. Margherita overleed in 1439. In het testament van zijn in 1441 overleden vader werd hij als erfgenaam en opvolger erkend, en zo verkreeg hij diens bezittingen in Noord-Italië. In 1444 trouwde Lionello met Maria van Aragón, een onwettige dochter van koning Alfonso I van Napels.
Lionello is vooral bekend als bevorderaar van de kunsten. Zo schreef Leon Battista Alberti zijn De Re Aedificatoria in opdracht van Lionello. Daarnaast waren kunstenaars als Pisanello, Jacopo Bellini, Andrea Mantegna, Piero della Francesca en de Vlaming Rogier van der Weyden voor het hof van Ferrara werkzaam. Ook liet Lionello het eerste hospitaal van Ferrara bouwen.
Na zijn dood in 1450 werd Lionello opgevolgd door Borso d'Este, een andere onwettige zoon van zijn vader.